# Kriterijumi za klasifikaciju retkih bolesti
Kriterijumi za klasifikaciju retkih bolesti  su grupisani na osnovu učestalosti, međusobnog razlikovanja po simptomima koji ih karakterišu, po uzroku koji do njih dovodi, po uzrastu u kome se prvi put javljaju, kao i po mogućnostima za dijagnostiku i lečenje. 
Zbog prirod retkih bolesti kod mnogih postoji nedostatak odgovarajućeg naučnog i medicinskog znanja, pa mnogi pacijenti nisu dijagnostikovani i njihova bolest ostaje neprepoznata. Upravo zbpg toga  obolele osobe sa retkim bolestima ima najviše problema u dobijanju odgovarajuće pomoći.
U tom kontekstu treba i shvatiti značaj izrade i primene kriterijuma za klasifikaciju retkih bolesti kako bi se one pravilno i brzo dijagnostikovale i adekvatno lečile.

## Učestalost
Retke bolesti po učestalosti javljanja mogu se svrstati u nekoliko kategorija:
- sa učestalošću manjom od 1:2000,
- sa učestalošću manjoj od 1:100.000,
- izuzetno retke ( ultra retke bolesti), čija je učestalost manja od 1:1.000.000.

| Zemlja           | Odnos pacijenata kako je definisano | Odnos pacijenata standardizovan za poređenje |
| ---------------- | ----------------------------------- | -------------------------------------------- |
| Brazil           | 65 na 100.000                       | 1 u 1,538                                    |
| SAD              | <200.000 u populaciji               | 1 u 1.659                                    |
| Argentina        | 1 u 2.000                           | 1 u 2.000                                    |
| Australija       | 5 na 10.000                         | 1 u 2.000                                    |
| Čile             | 5 na 10.000                         | 1 u 2.000                                    |
| Kolumbija        | 1 na 2.000                          | 1 u 2.000                                    |
| Evropska unija   | 5 na 10.000                         | 1 u 2.000                                    |
| Meksiko          | 5 na 10.000                         | 1 u 2.000                                    |
| Norveška         | 5 na 10.000                         | 1 u 2.000                                    |
| Panama           | 1 na 2.000                          | 1 u 2.000                                    |
| Singapur         | 1 na 2.000                          | 1 u 2.000                                    |
| Švajcarska       | 5 na 10.000                         | 1 u 2,000                                    |
| Velika Britanija | 1 na 2.000                          | 1 u 2.000                                    |
| Japan            | <50.000 u populaciji                | 1 u 2.507                                    |
| Rusija           | 10 na 100000                        | 1 u 10.000                                   |
| Peru             | 1 na 100.000                        | 1 u 100.000                                  |

## Uzrast
Simptomi koji ukazuju na retku bolest se većinom uočavaju već na rođenju ili u prvim godinama života (na primer, metaboličke bolesti ili dismorfizmi). Međutim, postoje i one koje se prvi put javljaju tek u odraslom životnom dobu (na primer Hantingtonova bolest, Kronova bolest, multipli mijelom).  

## Nasleđivanje
Prema dosadašnjim saznanjima preko 80% retkih bolesti ima naslednu osnovu, a među 20% retkih bolesti su i one koje su stečene u toku života, kao što su retki tumori, retke infektivne bolesti i retke autoimune bolesti. 
Za razvoj naslednih retkih bolesti je najčešće odgovoran samo jedan gen. Da bi se razumelo nasleđivanje retkih bolesti, potrebno je upoznati osnovne karakteristike naslednog materijala. Ljudsko telo je sačinjeno od organa, organi od ćelija, a u svakoj ćeliji se nalazi nasledni materijal (46 hromozoma) koji nose kompletno uputstvo o rastu i razvoju čitavog tela. Muškarci nose 22 para autozomnih hromozoma, jedan X i jedan Y hromozom, a žene uz 22 para autozomnih hromozoma imaju i par X hromozoma. Dakle, muškarci i žene se međusobno razlikuju po prisustvu X i Y hromozoma koji se nazivaju jednim imenom – polni hromozomi. Hromozom nije ništa drugo do molekul DNK koji je savijen na specifičan način. Kada se kaže gen, misli se na deo hromozoma, odnosno deo molekula DNK koji vrši određenu funkciju u rastu i razvoju tela. Polovina naslednog materijala nasleđena je od majke, a polovina od oca, pa tako za svaki gen postoje dve kopije, jedna od svakog roditelja.
Kako ponekad postoji promena u genu koja onemogućava njegovo normalno funkcionisanje,  jer gen usled postojanja promene  telo ne prima ispravne informacije, i dolazi do razvoja bolesti. Promenjeni gen je po pravilu nasleđen od roditelja, ne može se popraviti, takav ostaje čitavog života i može se preneti na potomstvo. Prema načinu nasleđivanja, razlikuju se dominantne i recesivne bolesti. U slučaju dominantne bolesti, dovoljno je da postoji promena u jednoj kopiji gena da bi došlo do razvoja bolesti, iako je druga kopija gena normalna i funkcionalna. Međutim, ukoliko se promena dogodi u samo jednoj kopiji gena odgovornog za recesivnu bolest, a druga kopija je normalna, to po pravilu ne dovodi do pojave bolesti. 
Da bi došlo do ispoljavanja recesivne bolesti, neophodno je da obe kopije gena budu nefunkcionalne. Razliku između dominantnih i recesivnih bolesti je možda najlakše razumeti kada se posmatra prenošenje bolesti kroz generacije u okviru porodice. 
Ukoliko je jedan roditelj oboleo od dominantne bolesti, a drugi potpuno zdrav, njihova deca imaju 50% šanse da naslede bolest i 50% šanse da budu zdrava. 
U slučaju recesivnih bolesti, oba roditelja su zdrava, bez vidljivih simptoma bolesti, ali oba nose po jednu kopiju nefunkcionalnog gena. Verovatnoća je 25% da će dete naslediti dve nefunkcionalne kopije gena, po jednu od svakog roditelja, što će dovesti do razvoja bolesti. U 75% slučajeva, dete će biti zdravo – i to 25% će naslediti dve kopije funkcionalnog gena, dok će ostatak imati isti status kao roditelji i biti nosioci jedne kopije nefunkcionalnog gena. 
Prema tome u slučaju recesivnog načina nasleđivanja, bolest ne može da se pojavi u svakoj generaciji, dok kod dominantnih bolesti postoji takva mogućnost. Osim toga, dominantne i recesivne bolesti se razlikuju ukoliko se gen koji uzrokuje bolest nalazi na autozomnim hromozomima ili na polnim hromozomima. Tako, na primer, ukoliko se nefunkcionalni gen nalazi na X hromozomu, bolest se različito prenosi na potomstvo u zavisnosti od toga da li je reč o dominantnom ili recesivnom nasleđivanju, da li nefunkcionalni gen nose mama ili tata i da li se prenosi na devojčicu ili dečaka. 
Zdrave žene nosioci nefunkcionalnog gena imaju verovatnoću od 50% da dobiju bolesno dete. I to, ako dečak nasledi promenjeni gen od majke, biće bolestan, a ako ga nasledi devojčica biće zdravi nosilac, kao i majka. Muškarac koji ima X-vezanu recesivnu bolest uvek će preneti promenjeni gen na kćerku, a ona će biti zdravi nosilac. Međutim, ako muškarac ima X-vezanu dominantnu bolest, kćerka će mu biti bolesna. Muškarac ne može preneti promenjeni X-vezani gen na sina, jer sinovi od očeva nasleđuju samo Y hromozom. U nekim slučajevima dete može oboleti a da su oba roditelja zdrava i ne nose nefunkcionalne gene. U takvim slučajevima verovatno je promena, ili mutacija u genu prvi put nastala u trenutku kada je dete začeto. Takva nova promena se naziva de novo mutacija. Po pravilu, verovatnoća da zdravi roditelji ponovo dobiju bolesno dete je jako mala. Međutim, de novo mutacija se dalje na potomstvo prenosi u skladu sa pravilima o nasleđivanju. Sve ovo važno je za razumevanje genetičke dijagnostike retkih bolesti.

## Klinička manifestacija bolesti
Retke bolesti su po svojoj prirodi kliničke slike teške, najčešće su hronične i neizlečive, a tegobe se pogoršavaju kako vreme prolazi.  Zbog svoje etiopatogenetske različizosti  retkih bolesti se karakterišu širokim spektromrazličitih simptoma, pa se kompleksnost simptomatologije retkih bolesti  može sagledati pomoću međunarodne klasifikacije bolesti, MKB  propisane od strane Svetske zdravstvene organizacije. Trenutno je na snazi deseta revizija međunarodne klasifikacije bolesti (MKB-10). Međutim, kako MKB-10 ne uključuje sve retke bolesti pa iz tog razloga za određene retke bolesti trenutno ne postoji adekvatna dijagnostička šifra.
Da bi se ovaj problem rešio postoji preporuka  da se retke bolesti objedine i jednom generičkom šifrom, kako bi pacijenti i članovi njihovih porodica mogli da ostvare prava na zdravstvenu zaštitu i niz drugih socijalnih prava, a da u tome ne budu sprečeni iz formalnih razloga

## Genetičko testiranje
Kod  sumnje na naslednu bolest, nakon potrebnih kliničkih i biohemijskih analiza potrebno je da uradi genetički test (citogenetički ili molekularno-genetički) radi postavljanja konačne dijagnoze neophodne za pravilan i pravovremen odabir lečenja. Na globalnom nivou sve veći značaj u dijagnostici retkih bolesti ima i uporedna genomska hibridizacija. Primenom ove metode moguće je otkriti male strukturne promene na hromozomima koje se ne mogu detektovati standardnim citogenetičkim protokolima uz upotrebu mikroskopa. Dok citogenetički i CGH testovi otkrivaju promene u broju hromozoma, kao i velike/male strukturne promene na hromozomima, molekularno-genetički testovi su još precizniji i ukazuju na promene u genima.
Jedan isti genetički test, u zavisnosti od situacije u kojoj se obavlja, može da bude dijagnostički (otkrije uzrok postojećih simptoma bolesti), da otkrije status nosioca nefunkcionalnog gena, ili prenatalni. Kako bi se izvršio dijagnostički test kod pacijenta ili analizirao status nosioca kod članova pacijentove porodice, obično se koristi uzorak periferne venske krvi, dok se u slučaju prenatalnog genetičkog testa koriste ćelije nerođenog deteta iz materijala dobijenog amniocentezom ili prilikom biopsije horionskih čupica. Ukoliko na osnovu kliničkih simptoma, biohemijskih i drugih analiza postoji jasna sumnja na samo jedan gen, vrši se ciljani dijagnostički test – npr. genetički test za fenilketonuriju nakon što je detektovan visok nivo fenilalanina u krvi novorođenčeta u toku obaveznog neonatalnog skrininga.
Nekada se genetičkim testom identifikuju samo najčešće promene u određenom genu, a nekada se analizira ceo gen. Međutim, u slučaju retkih bolesti, simptomi koje lekar prepozna kod pacijenta često ne ukazuju samo na jednu dijagnozu, te postoji sumnja na desetine različitih gena. U takvim kompleksnim slučajevima radi se analiza jednog po jednog gena, a primenom najsavremenijih molekularno-genetičkih metoda, može se analizirati više gena istovremeno. Upravo to je i razlog zašto je za obavljanje nekih genetičkih testova potrebno manje, a za neke više vremena. 
Rezultati genetičkog testa najčešće daju informaciju samo o bolesti za koju se test izvodi. Međutim, kada se analizira više gena istovremeno, teorijski je moguće da jedan genetički test otkrije rezultate koji ukazuju i na druge bolesti ili stanja. Rezultat genetičkog testa su identifikovane promene koje narušavaju funkcionisanje gena i dovode do razvoja simptoma bolesti – i to barem jedna promena kod dominantnih bolesti i barem dve kod recesivnih bolesti. 
Rezultat molekularno-genetičkog testa uvek bi trebalo tumači u kontekstu simptoma bolesti. Ukoliko je kod pacijenta sa recesivnom bolešću detektovano više promena, uobičajeno je i poželjno analizirati roditelje kako bi se potvrdilo da su promene raspoređene tako da obe kopije gena kôd pacijenta čine nefunkcionalnim. Ukoliko rezultat genetičkog testa potvrdi da osoba ima naslednu bolest, lekar ima dužnost da pruži informacije o kakvoj je bolesti reč, ima li raspoloživog leka ili tretmana, kakva je prognoza i kakve su opcije za planiranje potomstva. Međutim, ukoliko nije primenjen genetički test odgovarajuće preciznosti i obima, moguće je da genetička promena koja je uzrok simptoma bolesti ne bude identifikovana. Razlog za to može biti ukoliko je rađen genetički test samo za najčešće mutacije u određenom genu, a pacijent baš u tom genu nosi neku retku promenu. Takođe, moguće je da pacijent nosi promenu (npr. veliku gensku deleciju) za čije je otkrivanje potreban drugačiji metodološki pristup od upotrebljenog. Ukoliko se usled simptoma bolesti može sumnjati na više različitih gena, odsustvo promene u jednom analiziranom genu treba da ukaže na potrebu za analizom srodnih gena. Treba reći da se tehnike koje se koriste za molekularno-genetičko testiranje, kao i naše znanje genetike retkih bolesti brzo usavršavaju i napreduju. Čak i ako se mutacija ne može pronaći u datom trenutku, velika je šansa da će nove metode omogućiti pronalaženje u budućnosti. Jedna od takvih metoda koja polako ulazi u dijagnostičku primenu je svakako metoda sekvenciranja nove generacije (eng. Next Generation Sequencing, NGS). Primenom ove metode u dijagnostici retkih bolesti moguće je u toku samo jedne analize pretražiti sve klinički relevantne gene (skoro 5000) – takozvano sekvenciranje kliničkog egzoma. U analizi rezultata koja zatim sledi, identifikuju se one genetičke promene koje su uzročnici postojećih simptoma bolesti.

## Spoljašnje veze
|  | Молимо Вас, обратите пажњу на важно упозорење у вези са темама из области медицине (здравља). |